# Jarosław Kukulski

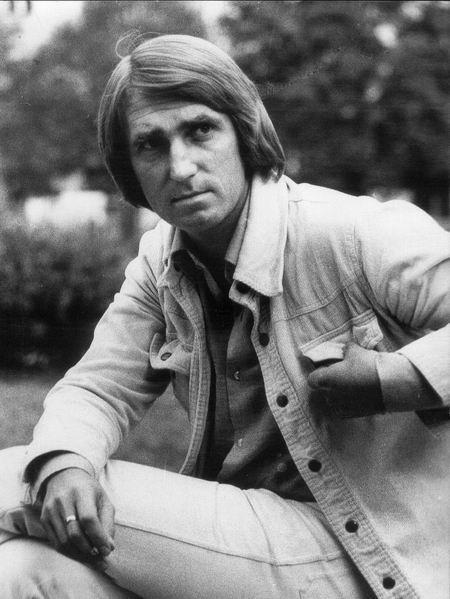
Jarosław Kukulski

Jarosław Kazimierz Kukulski (* 26. Mai 1944 in Wreschen; † 13. September 2010 in Warschau) war ein polnischer Komponist.

## Biografie
Nach dem Schulbesuch studierte er am Musiklyzeum von Posen sowie Oboe an der Schule für Instrumentalmusik. Danach spielte er selbst Jazz sowie Dixieland und wurde 1968 Komponist, Arrangeur und Pianist der Musikband Waganci und lernte dort die Schlagersängerin Anna Jantar kennen, die er 1971 heiratete. Als diese Anfang der 1970er Jahre ihre erfolgreiche Solokarriere begann und zur populärsten polnischen Popsängerin wurde, komponierte Kukulski zahlreiche Lieder wie Najtrudniejszy pierwszy krok, Tyle słońca w całym mieście und Moje jedyne marzenie.
Daneben war er aber auch für einige andere Musiker wie Irena Jarocka, Eleni Tzoka, Krzysztof Krawczyk, Halina Frąckowiak, Felicjan Andrzejczak, Bogdana Zagórska und Jadwiga Strzelecka tätig. Dabei arbeitete er insbesondere mit den Liedtextern Janusz Kondratowicz, Marek Dutkiewicz, Bogdan Olewicz und Andrzej Kuryło zusammen.
Für seine Kompositionen wurde er Mitte der 1970er Jahre mehrfach ausgezeichnet. Nach dem Tod von Anna Jantar, die auch Mutter seiner Tochter Natalia Kukulska war und 1980 bei einem Flugzeugabsturz ums Leben kam, heiratete er die Sängerin Monika Borys, für die er ebenfalls mehrere Lieder komponierte.
Anlässlich seines 35-jährigen Jubiläums als Komponist erschien 2005 die Schallplatte Moje Piosenki. Für seine Verdienste um die polnische Musik wurde er von Präsident Aleksander Kwaśniewski mit dem Orden Polonia Restituta ausgezeichnet.
Kukulski, der an den Folgen eines Aortenaneurysmas verstarb, wurde auf dem Warschauer Friedhof Cmentarz Wawrzyszewski neben Anna Jantar beigesetzt.